# Austin Calitro
Austin Calitro (Orlando, 10 gennaio 1994) è un giocatore di football americano statunitense che milita nel ruolo di linebacker per i Las Vegas Raiders della National Football League (NFL).

## Carriera

### Seattle Seahawks
Al college Calitro giocò a football con i Villanova Wildcats. Dopo non essere stato scelto nel Draft NFL 2017 firmò con i New York Jets. Nella sua prima stagione fece anche parte di San Francisco 49ers, Seattle Seahawks e Cleveland Browns, senza mai scendere in campo. Nel 2018 fece ritorno ai Seahawks con cui debuttò come professionista nel primo turno in casa dei Denver Broncos mettendo a segno 5 tackle. Sette giorni dopo disputò la prima gara come titolare nel Monday Night Football contro i Chicago Bears al posto dell'infortunato Bobby Wagner.

## Palmarès
- American Football Conference Championship: 1

Cincinnati Bengals: 2021